# أبو القاسم الشاهد
وهو الشيخ أبو القاسم الشاهد سليمان بن محمد بن أحمد ابن أبي أيوب محمد بن إسماعيل بن سليمان بن يحيى بن هلال مولى الخليفة الأموي عمر بن عبد العزيز، ولـد عام 298هـ/ 910م، وكان في علم الحديث ثقة عدلاً مقبولاُ.
وسمع الحديث ورواه عن: محمد بن سليمان الباغندي، وعبد الله ابن محمد البغوي، وأبي بكر ابن داود، وعبد الحميد بن محمد بن درستويه، وعبد الله بن أحمد بن سعيد الجصاص، وأحمد بن الحسن المعروف بـدبيس المقريء.
روى عنه: الأزهري، والحسن بن محمد الخلال، وأبو الفرج الطناجيري، وعبد العزيز بن علي الأزجي، وأبو طالب محمد بن علي البيضاوي. كان أبو القاسم من الثقات، وقال عنه محمد ابن أبي الفوارس: (كان سليمان بن محمد بن أحمد ابن أبي أيوب، من أهل بيت الشهادة والثقة، وكان في الحديث ثقة جميل الأمر).

## وفاته
توفي في بغداد يوم الأربعاء لخمس ليال بقين من شهر ربيع الآخر عام 378هـ/ 988م، ودفن يوم الخميس في مقبرة الخيزران ببغداد.